# Fort Victor-Emmanuel

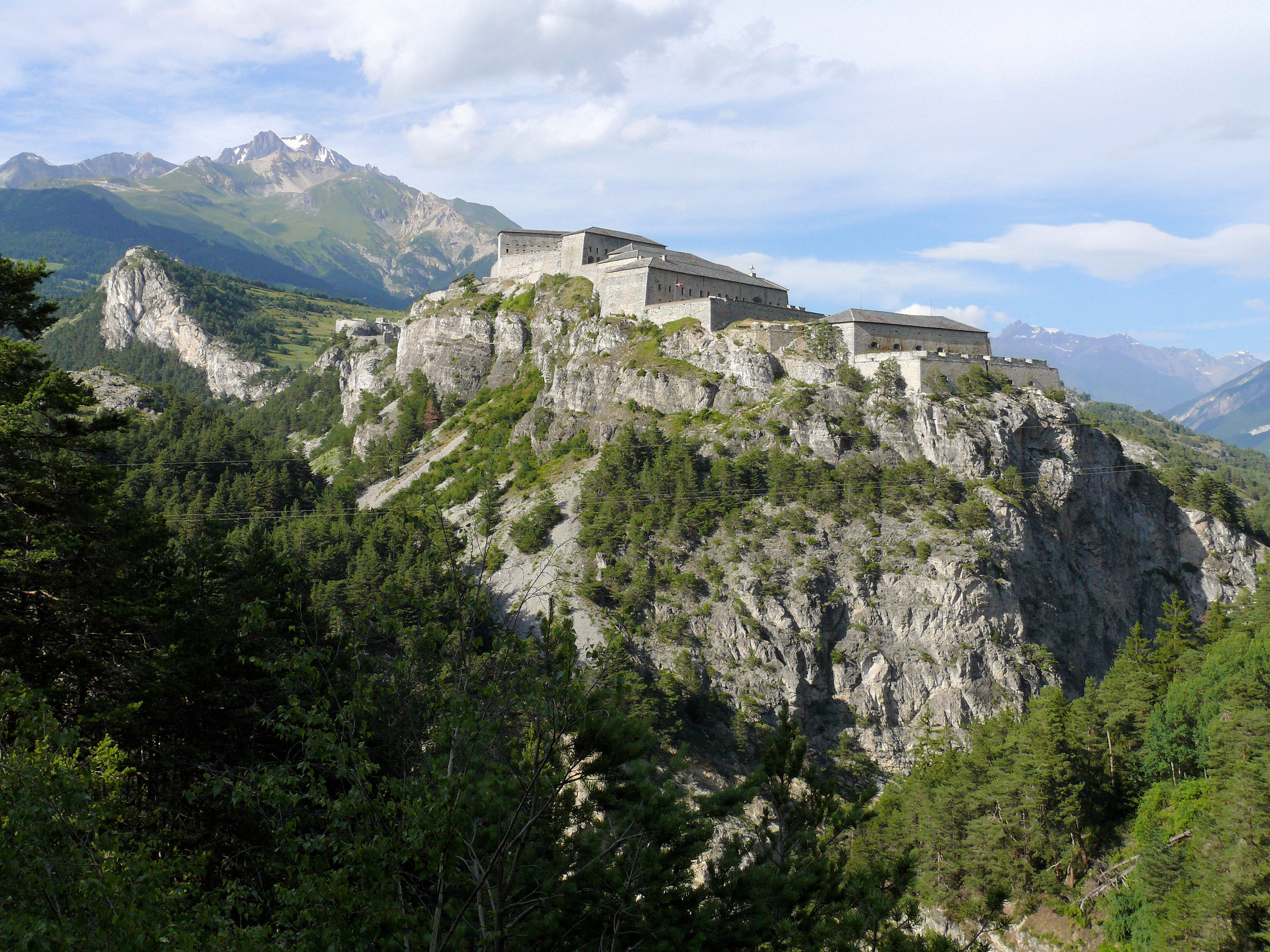
Fort Victor-Emmanuel

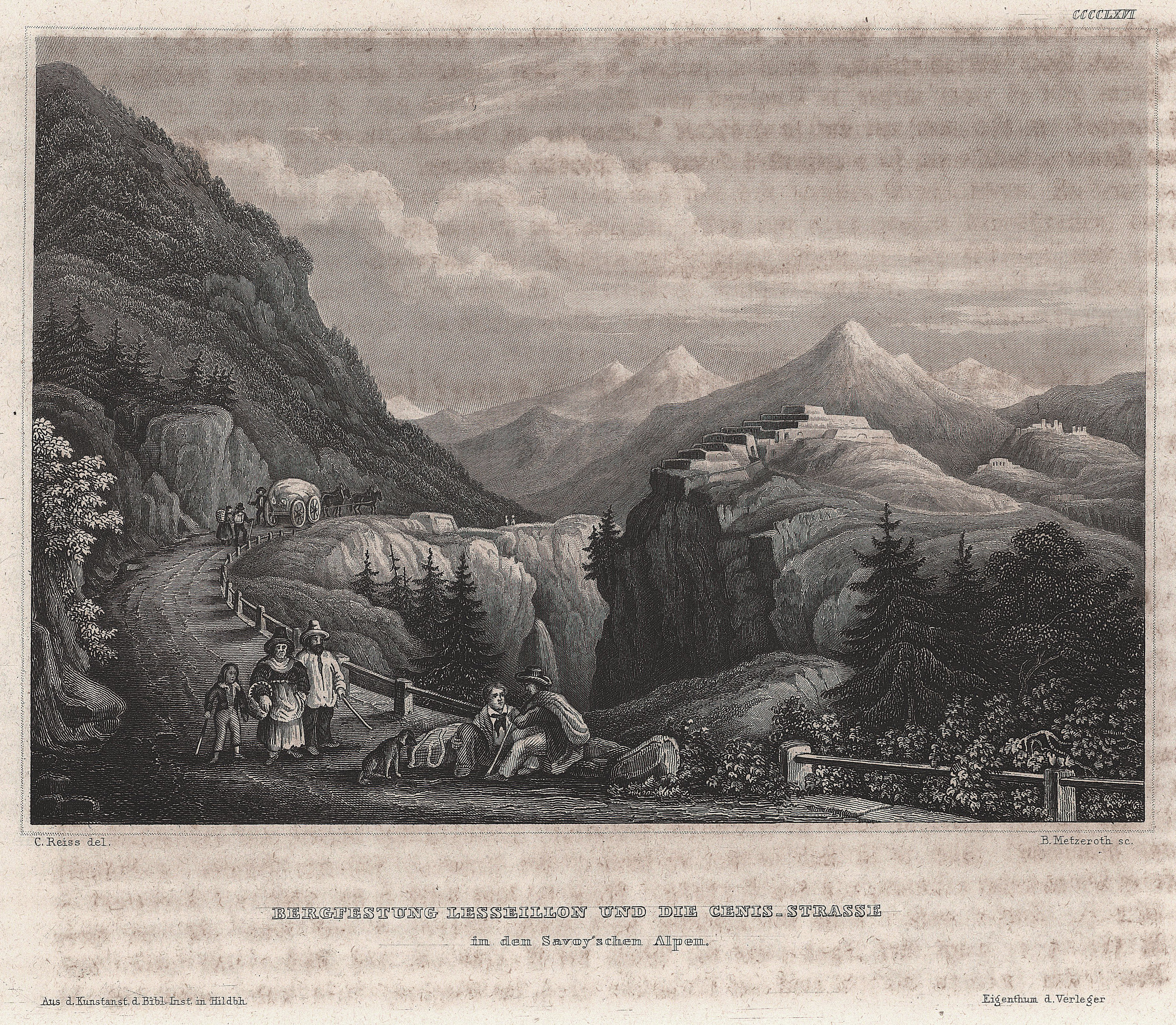
Das Fort zu Anfang der 1840er Jahre

Das Fort Victor-Emmanuel ist eine Festung bei Aussois in der Maurienne als Teil der Barrière de l’Esseillon. Errichtet wurde es 1818 unter Viktor Emanuel I. zum Schutz des Königreiches Sardinien, zu dem Maurienne damals gehörte. Die Anlage liegt auf einem Bergsporn auf etwa 1350 Meter Höhe. Zu ihr gehören acht Gebäude. Heute ist die Anlage restaurierungsbedürftig.
Das Fort ist frei zugänglich und dient als Start- und Endpunkt zahlreicher Routen des Klettersteigs Via Ferrata du Diable (Schwierigkeiten: B bis D/E).

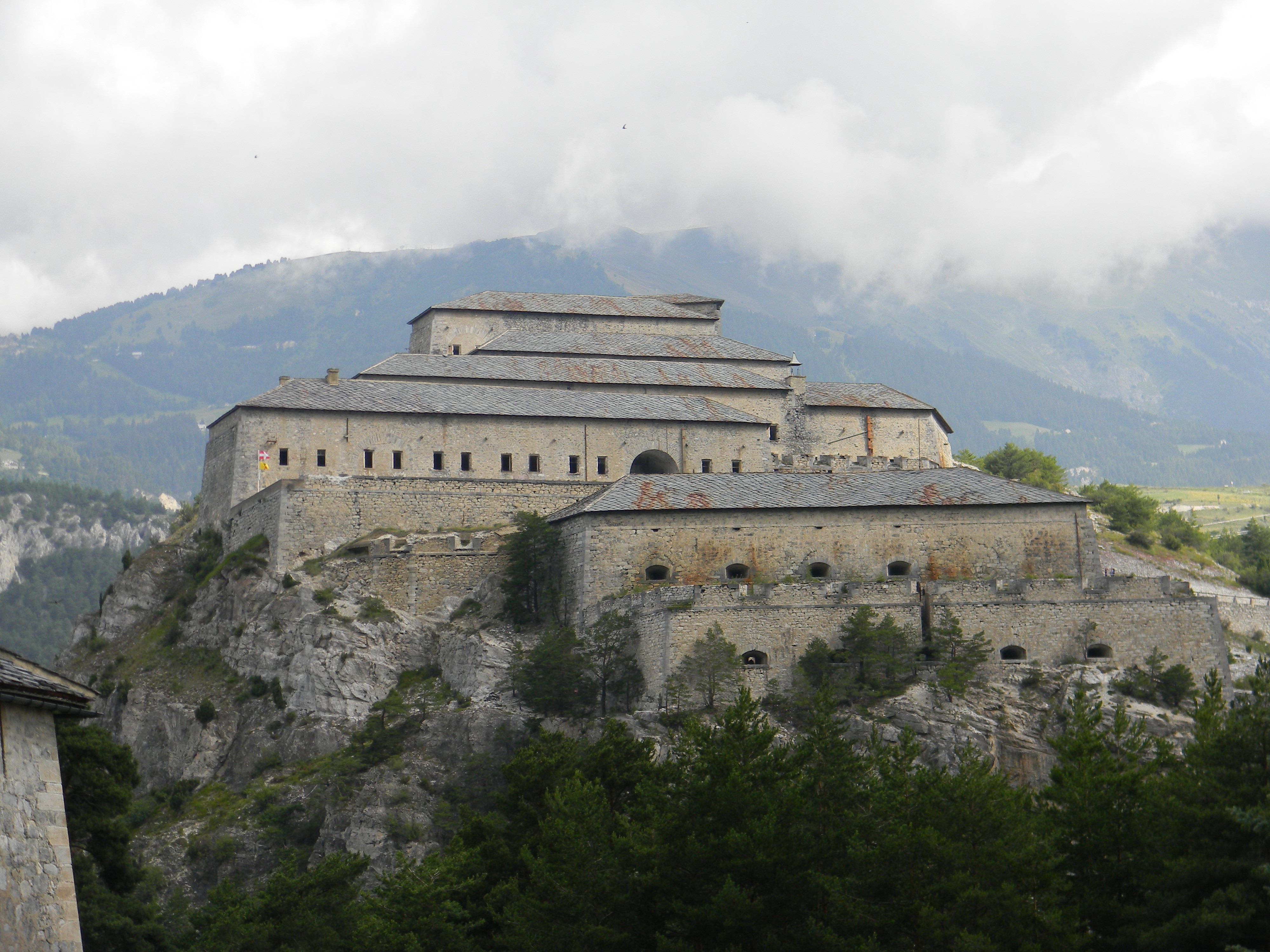
Außenansicht
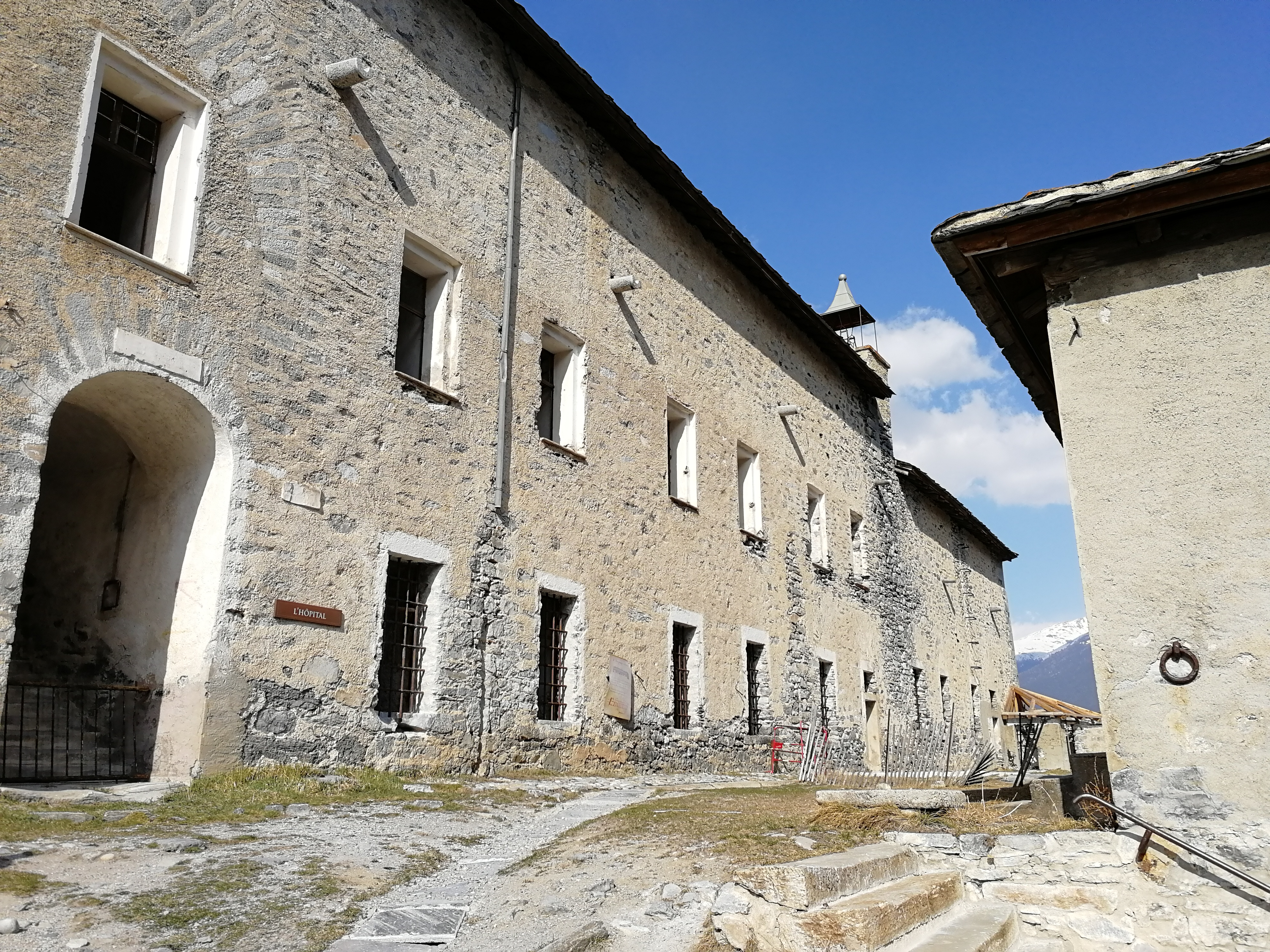
Einer der Innenhöfe
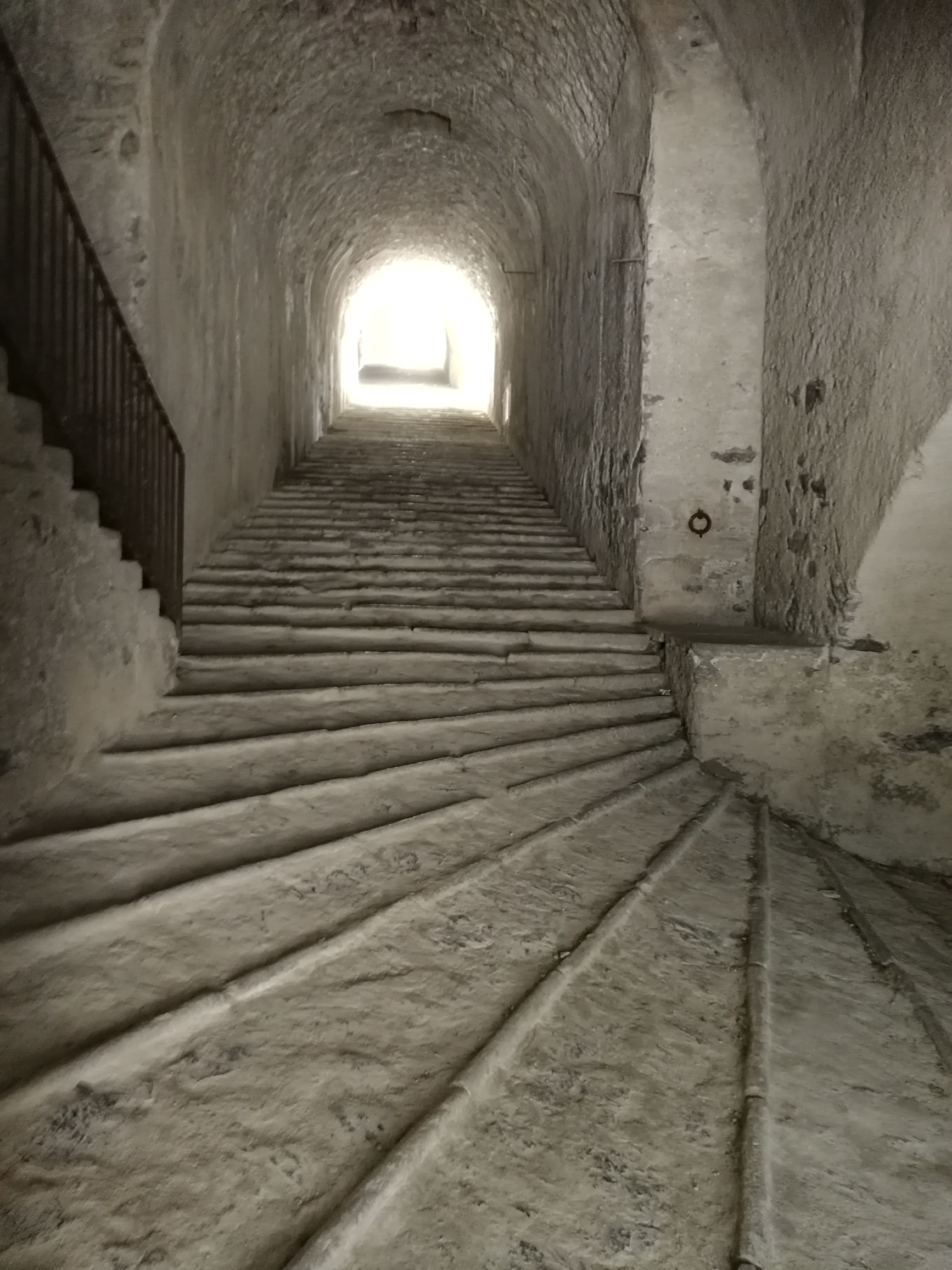
Aufgang in der Festung
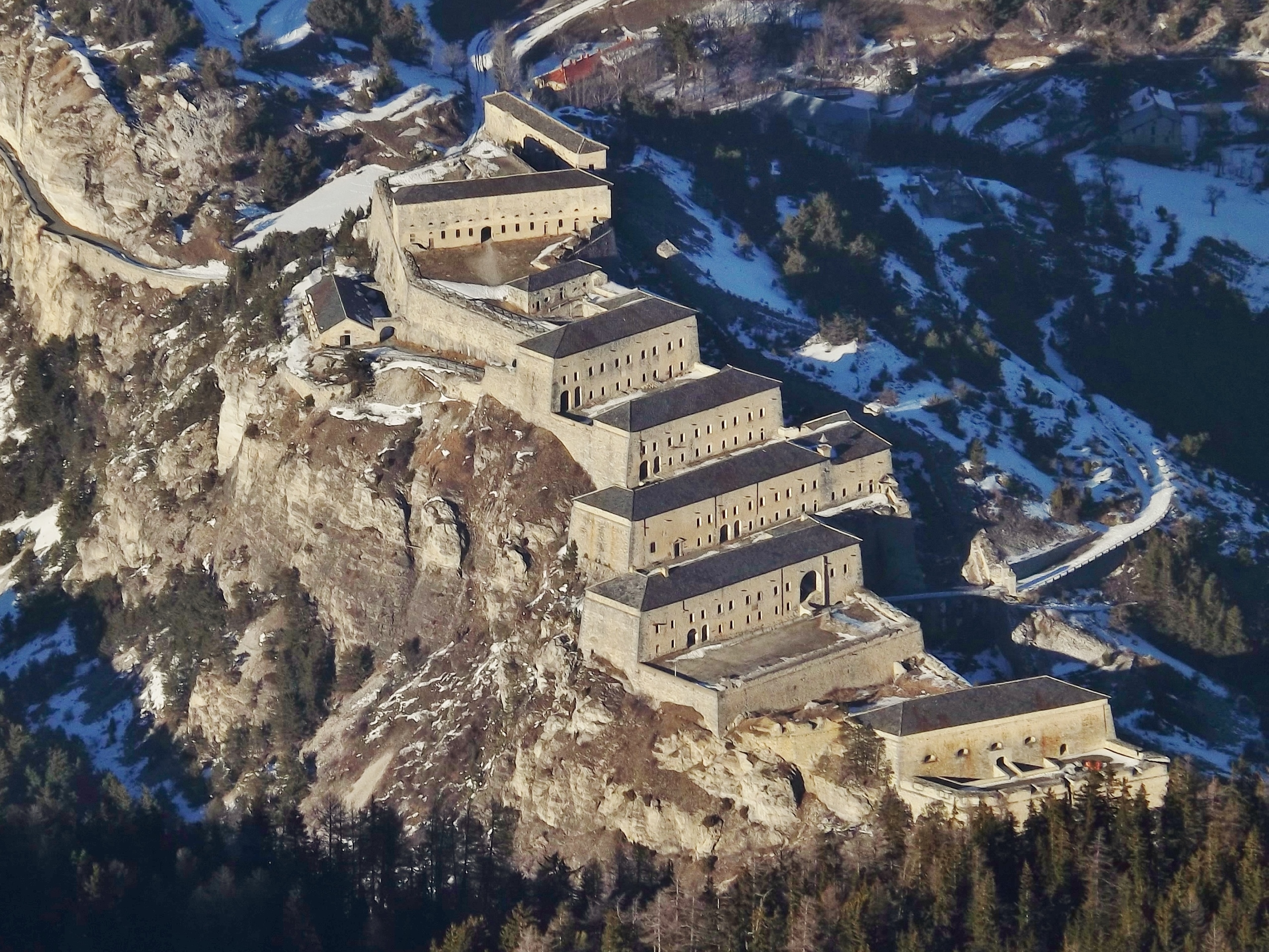
Ansicht von oben vom Skigebiet La Norma aus